# Олт (повіт)

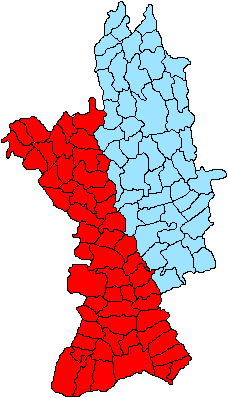
Жудець Олт: зелений — Мунтенія, червоний — Олтенія

Олт (рум. Olt) — жудець на півдні Румунії, частково розташований у її сторичних областях: Олтенії та Мунтенії, межею між якими є річка Олт. Населення 79 200 осіб. Адміністративний центр — місто Слатіна.

## Адміністративний поділ
Жудець поділено на 2 муніципії, 6 міст та 104 коммуни.
Муніципії:
- Слатіна;
- Каракал.

Міста:
- Балш;
- Корабіа;
- Дреґенешті-Олт;
- П'ятра-Олт;
- Поткоава;
- Скорнічешті.

## Економіка
Головними галузями промислового виробництва у жудці є:
- металургія;
- машинобудування (устаткування для залізниць);
- харчова та текстильна промисловість.

Проте 58 % населення Олту зайняте у сільськогосподарському секторі. Здебільшого розвивається овочівництво.